# Список млекопитающих, занесённых в Красную книгу Республики Карелия
В списке указаны все млекопитающие, включённые в Красную книгу Республики Карелия издания 2007 года. По сравнению с Красной книгой Карелии 1995 года издания список охраняемых видов млекопитающих уменьшился с 26 до 23 видов. Исключены обыкновенный бобр, европейская мышь, песец, барсук и лесной хорёк; включены мышь-малютка и морская свинья. Колонки таблицы КК, КР и МСОП означают, соответственно, статус указанного вида в Красной книге Республики Карелия, Красной книге России и в Красном списке МСОП. В случае, если в той или иной Красной книге какой-либо из описываемых видов отсутствует, то есть не отнесён ни к одной из указанных категорий, то соответствующая ячейка списка оставлена незаполненной. Оценка состояния видов и популяций проведена по категориям, сочетающим как категории Красной книги Российской Федерации, так и категории Международного союза охраны природы, которые соотносятся следующим образом:
| Категории Красной книги России            | Категории по системе МСОП                                                   | Категории Красной книги Республики Карелия |
| 0 — вероятно исчезнувшие                  | RE — вероятно исчезнувшие в регионе                                         | 0 (RE)                                     |
| 1 — находящиеся под угрозой исчезновения  | CR — находящиеся в критическом состоянии (на грани исчезновения)            | 1 (CR)                                     |
| 2 — сокращающиеся в численности           | EN — находящиеся в опасном состоянии (исчезающие)                           | 2 (EN)                                     |
| 3 — редкие                                | VU — уязвимые                                                               | 3 (VU)                                     |
| 3 — редкие                                | NT — находящиеся в состоянии, близком к угрожаемому (потенциально уязвимые) | 3 (NT)                                     |
| 3 — редкие                                | LC — вызывающие наименьшие опасения                                         | 3 (LC)                                     |
| 4 — неопределенные по статусу             | DD — недостаточно изученные                                                 | 4 (DD)                                     |
| 5 — восстановленные и восстанавливающиеся | (отсутствует)                                                               | 5                                          |

В нижеприведённом списке порядок расположения таксонов соответствует таковому в Красной книге Республики Карелия.
| №                | Латинское название                                   | Русское название и описание | Изображение | ККРК   | ККК  | ККР | МСОП |
| ---------------- | ---------------------------------------------------- | --- | ----------- | ------ | ---- | --- | ---- |
| 1                | Erinaceus europaeus Linnaeus, 1758                   | Обыкновенный ёж — вид ежовых отряда насекомоядных. Общее распространение — центральные и северные районы Евразии. В начале 20 столетия встречался очень редко у самых южных границ Карелии. В 40-е и последующие годы распространение еже значительно расширилось благодаря завозу человеком. Современная северная граница ареала может быть проведена от пос. Вяртсиля вдоль западного и южного берегов оз. Янис-ярви, далее к побережью Ладожского озера и вдоль него — в Ленинградскую область. Единичные случаи встреч и поимки ежей зарегистрированы в окрестностях Петрозаводска, Олонца, Кондопоги, что также объясняется завозом животных. Всюду в Карелии ёж редок. |             | 3 (NT) | 3    |     | LC   |
| 2                | Sorex minutissimus Zimmermann, 1780                  | Крошечная бурозубка — вид землеройковых отряда насекомоядных. Самое маленькое из млекопитающих на территории России, длина с хвостом составляет не более 8 сантиметров. Общее распространение — центральные и северные районы Евразии. |             | 3 (NT) | 3    |     | LC   |
| 3                | Sorex isodon Turov, 1924                             | Равнозубая бурозубка — вид землеройковых отряда насекомоядных. |             | 4 (DD) | 4    |     | LC   |
| 4                | Myotis dasycneme (Boie, 1825)                        | Прудовая ночница — вид кожановых отряда рукокрылых. |             | 3 (NT) | 4    |     | NT   |
| 5                | Myotis mystacinus (Kuhl, 1817)                       | Усатая ночница — вид кожановых отряда рукокрылых. |             | 3 (NT) | 4    |     | LC   |
| 6                | Myotis daubentonii (Kuhl, 1817)                      | Водяная ночница — вид кожановых отряда рукокрылых. |             | 3 (NT) | 3    |     | LC   |
| 7                | Plecotus auritus Linnaeus, 1758                      | Бурый ушан — вид кожановых отряда рукокрылых. |             | 3 (NT) | 3    |     | LC   |
| 8                | Pteromys volans (Linnaeus, 1758)                     | Обыкновенная летяга — вид беличьих отряда грызунов. Длина тела — до 20 сантиметров, что в 1,5 раза меньше обыкновенной белки. Масса тела достигает 160 грамм. Встречается в Евразии от Скандинавского полуострова до тихоокеанского побережья северного Китая. Летяга встречается по всей Карелии, местами обычна, но не многочисленна. |             | 3 (NT) | 3    |     | LC   |
| 9                | Micromys minutus (Pallas, 1771)                      | Мышь-малютка — вида мышиных отряда грызунов. |             | 3 (NT) |      |     | LC   |
| 10               | Apodemus flavicollis (Melchior, 1834)                | Желтогорлая мышь — вид мышиных отряда грызунов. |             | 1 (CR) | 2(1) |     | LC   |
| 11               | Apodemus agrarius (Pallas, 1771)                     | Полевая мышь — вид мышиных отряда грызунов. |             | 2 (EN) | 3    |     | LC   |
| 12               | Rattus rattus (Linnaeus, 1758)                       | Чёрная крыса — вид мышиных отряда грызунов. |             | 0 (RE) | 0(1) |     | LC   |
| 13               | Myopus schisticolor (Lilljeborg, 1844)               | Лесной лемминг — вид хомяковых отряда грызунов. Мелкий, похожий на лесных полёвок грызун с общей длиной до 13 сантиметров, из которых на хвост приходится всего до 2 сантиметров. Обитает в таёжном поясе Евразии и в лесной зоне от Норвегии до восточной Сибири и на юг до северных районов Монголии. |             | 4 (DD) | 4    |     | LC   |
| 14               | Eliomys quercinus (Linnaeus, 1766)                   | Садовая соня — вид соневых отряда грызунов. |             | 0 (RE) | 1    |     | NT   |
| 15               | Lepus europaeus Pallas, 1778                         | Заяц-русак — вид зайцевых отряда зайцеобразных.В Карелии ещё в 40-е — в начале 50-х годов прошлого века встречался на юге — в Приладожье и даже в Заонежье. Следы русака и сейчас отмечаются почти ежегодно во всех южных районах — Лахденпохском, территории, принадлежащей г. Сортавала, в Питкярантском, Олонецком и Пудожском районах. |             | 3 (VU) | 3    |     | LC   |
| 16               | Mustela lutreola (Linnaeus, 1761)                    | Европейская норка — вид куньих отряда хищных. |             | 1 (CR) | 1    |     | CR   |
| 17               | Gulo gulo (Linnaeus, 1758)                           | Росомаха — вид куньих отряда хищных. Один из самых крупных современных представителей куньих. Длина с хвостом составляет 90-110 см, вес — до 30 кг. Распространена в тайге, в лесотундре и отчасти в тундре Евразии и Северной Америки. На Северо-западе России росомаха встречается на Кольском п-ве и в Карелии. Ещё в конце 60-х годов южная граница ареала вида проходила по северным районам Ленинградской области. Однако уже в конце 70-х отмечены лишь единичные встречи росомах на северном и северо-восточном побережье Ладожского озера, а ещё через 10 лет следы росомахи на севере Ленинградской области и на юге Карелии регистрировали только в 1984 и 1988 годах. Т.о., за последние 30 лет вид отступил на 50-70, а местами на 100 км. Численность росомахи снижается в направлении с севера на юг. В северных районах Карелии, относительная численность составляет 0,07 следов на 10 км; в средней зоне — 0,04, на юге — 0,01 следа на 10 км. Общая численность вида на Кольском п-ове и в Карелии составляет 220—250 зверей. Росомаха — вид эвритопный, следы её довольно равномерно встречаются во всех угодьях. Наблюдается приуроченность её размещения в зависимости от обилия тех или иных кормов по сезонам. Зимой этот зверь держится в биотопах, где выше численность северного оленя и лося. |             | 2 (EN) | 2    |     | LC   |
| 18               | Lutra lutra (Linnaeus, 1758)                         | Выдра — вид куньих отряда хищных. Средних размеров зверь с гибким подвижным телом длиной (с хвостом) 80-125 см и весом — до 10-12 кг. Обитает по берегам озёр и рек по всей Евразии и в северо-западной Африке, за исключением безводных регионов и пояса тундр. |             | 3 (VU) | 2(3) |     | NT   |
| 19               | Mustela nivalis Linnaeus, 1766                       | Ласка — вид куньих отряда хищных. Самый маленький представитель отряда. Длина взрослых зверьков с хвостом составляет около 13-35 см, вес — 30-250 грамм. Общий ареал достаточно обширен, ласка водится в Евразии, Северной Америке и в северо-западной Африке от полупустынных до тундровых регионов. |             | 4 (DD) | 4    |     | LC   |
| 20               | Pusa hispida (подвид ladogensis) (Schreber, 1775)    | Ладожская нерпа — вид нерп отряда хищных. В Европе в пресноводных водоемах обитает только в Ладожском и Сайменском (Финляндия) озёрах. Держится в прибрежных водах материка и островов Ладожского озера небольшими группами, по 7-15 зверей. Живёт сравнительно оседло. Относительно большие скопления животных наблюдаются в конце апреля — начале мая на прибрежных льдах северной и северо-восточной части озера. После таяния льдов нерпы сдвигаются ближе к берегам озера, островам, лудам, где их нередко можно видеть отдыхающими на прибрежных камнях. Общая численность не превышает 3 тысяч. |             | 3 (VU) | 3    | 3   | LC   |
| 21               | Capreolus capreolus (Linnaeus, 1758)                 | Европейская косуля — вид оленевых отряда китопарнокопытных. Некрупный изящный олень, длиной до 1,3-1,5 метров, высотой в холке до 75-80 см и весом до 30 кг. Распространена практически повсеместно на территории Европы и на части территории Передней Азии.Северная граница постоянного обитания косули проходит намного южнее территории нашей республики — по южным берегам Финского залива и Ладожского озера. Однако появление этих животных не раз отмечалось в Карелии — в Лахденпохском, Сортавальском, Суоярвском, Питкярантском, Олонецком, Пряжинском, Прионежском, Пудожском, Медвежьегорском и даже Муезерском районах. |             | 2 (EN) | 3    |     | LC   |
| 22               | Rangifer tarandus (подвид fennicus) (Linnaeus, 1758) | Северный олень (лесной подвид) — лесная форма подвида оленя северного — вида оленевых отряда китопарнокопытных. Длина тела — 1,8-2,2 метра, высота в холке — 1-1,4 метра, вес — 100—300 кг. Общее распространение — арктическая тундра Евразии. В прошлом обитал по всей Карелии, с развитием домашнего оленеводства в северной Карелии и активным истреблением оленеводами диких зверей стал встречаться здесь спорадически мелкими разрозненными стадами. На юге главной причиной сокращения численности и области распространения оленя стало его преследование человеком. В результате уже в начале 1930-х годов и в последующее 20 лет область постоянного обитания вида лежала в пространстве, ограничиваемом условными линиями: с севера — Кемь-Калевала, а с юга — Гимолы — северный берег оз. Сегозера — южный берег оз. Водлозера. Численность «дикаря» в те годы не превышала тысячи зверей. В последующем, в результате запрета охоты и охраны численность оленя значительно возросла. Этому в немалой мере способствовало также пополнение популяции диких оленей одомашненными животными, убегавшими из совхозных стад. Последнее стало массовым явлением в начале 60-х годов после ликвидации совхоза «Оленеводческий». Максимальной численности популяция достигла в конце 70-х годов, когда в Карелии насчитывалось 6500 оленей. Расширилась и область распространения животных. Однако уже в конце 80-х годов в результате неконтролируемой охоты численность оленей стала катастрофически сокращаться. В начале нового тысячелетия она не превышает 2500 экз. |             | 3 (LC) | 4    |     | LC   |
| 23               | Phocoena phocoena (Linnaeus, 1758)                   | Морская свинья — вид морских свиней инфраотряда китообразных. Длина — до 160 см, вес — до 60 кг (самцы в среднем на 15 см мельче и весят на 10 кг меньше самок). |             | 3 (NT) |      | 4   | LC   |
| Исключённые виды |                                                      | |             |        |      |     |      |
| б/н              | Castor fiber Linnaeus, 1758                          | Обыкновенный бобр — вид бобровых отряда грызунов. |             |        | 4    |     | LC   |
| б/н              | Apodemus sylvaticus (Linnaeus, 1758)                 | Европейская мышь — вид мышиных отряда грызунов. |             |        | 0(1) |     | LC   |
| б/н              | Alopex lagopus (Linnaeus, 1758)                      | Песец — вид псовых отряда хищных. |             |        | 1(0) |     | LC   |
| б/н              | Meles meles (Linnaeus, 1758)                         | Барсук — вид куньих отряда хищных. |             |        | 4    |     | LC   |
| б/н              | Mustela putorius Linnaeus, 1758                      | Лесной хорёк — вид куньих отряда хищных. |             |        | 4    |     | LC   |